# Кубок Вірменії з футболу 2003
Кубок Вірменії з футболу 2003 — 12-й розіграш кубкового футбольного турніру у Вірменії. Володарем кубка втретє стала Міка.

## Перший раунд
Перші матчі відбулися 15-16 березня, а матчі-відповіді — 19-20 березня 2003 року.
| Команда 1              | Заг. | Команда 2      | 1-й матч | 2-й матч |
| ---------------------- | ---- | -------------- | -------- | -------- |
| Міка-2 (2)             | 1:8  | Пюнік          | 0:6      | 1:2      |
| Динамо (Єреван) (2)    | 0:16 | Міка           | 0:10     | 0:6      |
| Бананц                 | 13:0 | Норк-Мараш (2) | 6:0      | 7:0      |
| Котайк-2003 (2)        | 0:3  | Ширак          | 0:2      | 0:1      |
| Котайк                 | 5:0  | Пюнік-2 (2)    | 4:0      | 1:0      |
| Локомотив (Єреван) (2) | 1:6  | Динамо-2000    | 0:6      | 1:0      |
| Аракс                  | 2:3  | Кілікія (2)    | 1:1      | 1:2      |
| Спартак (Єреван) (2)   | +:-  | Лернаїн Арцах  | -:-      | -:-      |

## Чвертьфінали
Перші матчі відбулися 23-24 березня, а матчі-відповіді — 6-7 квітня 2003 року.
| Команда 1            | Заг. | Команда 2   | 1-й матч | 2-й матч |
| -------------------- | ---- | ----------- | -------- | -------- |
| Спартак (Єреван) (2) | 0:5  | Міка        | 0:3      | 0:2      |
| Пюнік                | 1:0  | Котайк      | 1:0      | 0:0      |
| Бананц               | 6:3  | Динамо-2000 | 4:0      | 2:3      |
| Кілікія (2)          | 0:1  | Ширак       | 0:1      | 0:0      |

## Півфінали
Перші матчі відбулися 17-18 травня, а матчі-відповіді — 22-23 травня 2003 року.
| Команда 1 | Заг. | Команда 2 | 1-й матч | 2-й матч |
| --------- | ---- | --------- | -------- | -------- |
| Ширак     | 0:3  | Міка      | 0:0      | 0:3      |
| Бананц    | 3:2  | Пюнік     | 1:1      | 2:1      |

## Фінал
| 27 травня 2003 |

| Бананц | 0:1 | Міка        |
| ------ | --- | ----------- |
|        |     | Петікян 88' |

| Республіканський стадіон імені Вазгена Саркісяна, Єреван Глядачів: 10 000 Арбітр: Карен Налбандян |